# Grischa Vercamer

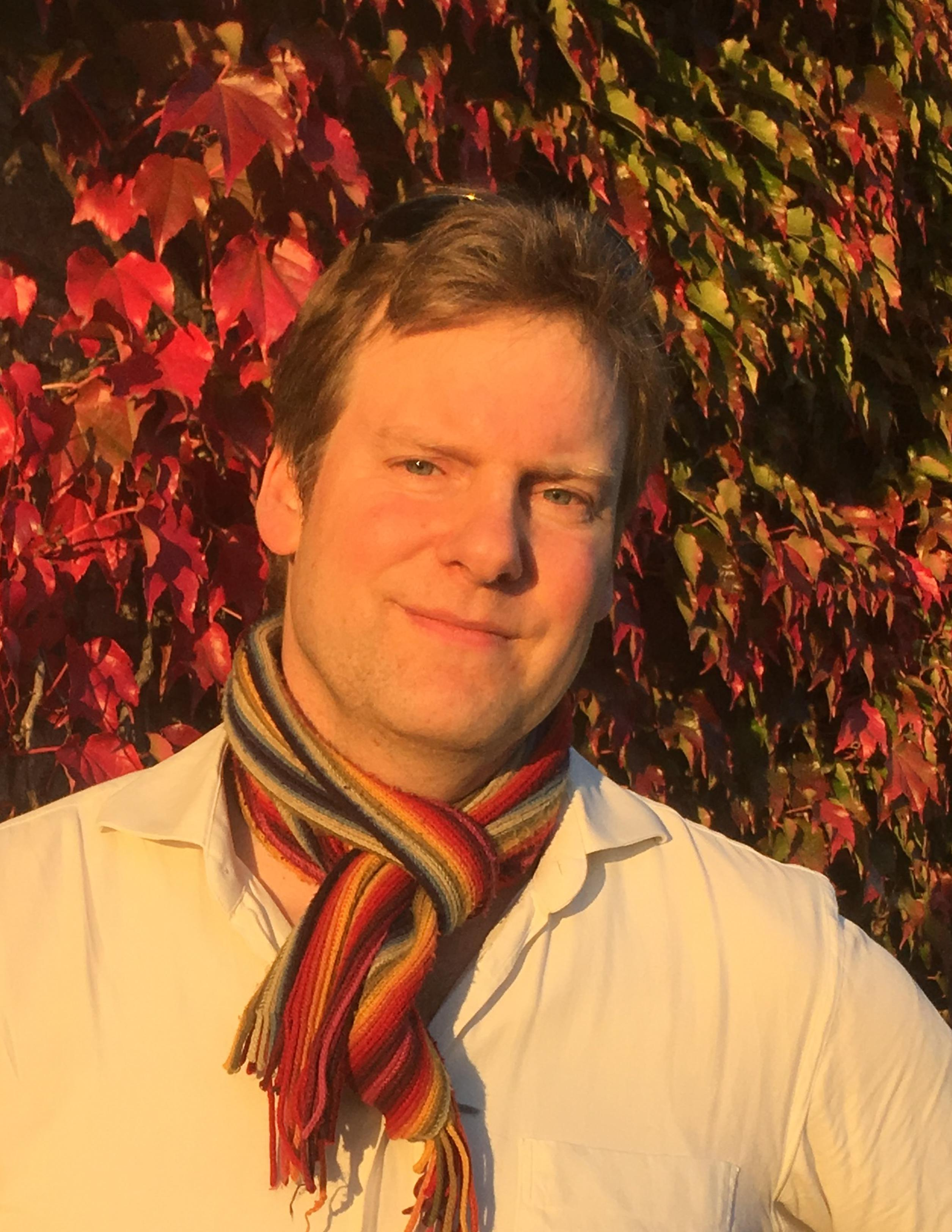
Grischa Vercamer (2019)

Grischa Vercamer (* 1974 in Berlin-Schöneberg) ist ein deutscher Historiker der mittelalterlichen Geschichte.

## Leben und Wirken
Grischa Vercamer studierte zwischen 1995 und 2003 Geschichte, Germanistik und Ur- und Frühgeschichte an der Technischen Universität Berlin, der Humboldt-Universität zu Berlin und der University of Edinburgh (Schottland).
Er schloss das Studium sowohl mit dem Magister Artium als auch dem ersten Staatsexamen (Lehramt an Gymnasien) ab. Im Jahr 2008 wurde er an der Freien Universität Berlin mit einer von Bernhart Jähnig und Matthias Thumser betreuten Dissertation Siedlungs-, Verwaltungs- und Sozialgeschichte der Komturei Königsberg im Deutschordensland Preußen (13.-16. Jahrhundert) promoviert. Diese Arbeit fertigte er als Immanuel-Kant-Stipendiat des Bundesinstituts der Geschichte und Kultur der Deutschen im östlichen Europa (BKGE) an und erhielt 2012 den Forschungspreis des Gesamtvereins der deutschen Geschichts- und Altertumsvereine. Von 2008 bis 2014 war er als wissenschaftlicher Mitarbeiter für mittelalterliche Geschichte am Deutschen Historischen Institut Warschau im Forschungsbereich‚ Piastische Herrschaft im europäischen Kontext‘ unter der Leitung von Eduard Mühle angestellt.
Im Jahr 2014/2015 war er mit einem Jahresstipendium der Max-Weber-Stiftung an der FU Berlin am Lehrstuhl für Mittelalterliche Geschichte von Matthias Thumser tätig. Daran schloss sich 2015/16 eine Beschäftigung am Lehrstuhl für Mittelalterliche Geschichte mit besonderer Berücksichtigung des Spätmittelalters von Johannes Helmrath an der Humboldt-Universität in Berlin an, die durch eine HU-Anschubsfinanzierung ermöglicht wurde. 2016 habilitierte er sich mit der Arbeit Hochmittelalterliche Herrschaftspraxis im Spiegel der Geschichtsschreibung. Vorstellungen von »guter« und »schlechter« Herrschaft in England, Polen und dem Reich im 12./13. Jahrhundert und erhielt die Lehrbefugnis für Mittelalterliche Geschichte an der Europa-Universität Viadrina in Frankfurt/Oder. An der Viadrina hatte er zuvor, während seiner Tätigkeit am DHI Warschau, Lehraufträge bei Ulrich Knefelkamp (Professur für Mittelalterliche Geschichte Mitteleuropas und regionale Kulturgeschichte) wahrgenommen. Von 2017 bis 2019 wirkte er als wissenschaftlicher Projektleiter und Akademie-Professor am Instytut Historii im. Tadeusza Manteuffla der polnischen Akademie der Wissenschaften in Warschau im Rahmen eines zweijährigen EU-Programms (Polonez 2). Bei diesem Projekt wurden die gegenseitigen Vorstellungen und Stereotypen zwischen Polen und Deutschen im Mittelalter thematisiert: An Uneven Friendship and Its Perception. The Holy Roman Empire and Poland in the Eyes of the Other’s Chroniclers/Authors During the Middle Ages (10th-15th c.).
Von 2018 bis 2020 nahm er die Vertretung des Lehrstuhls für Geschichte des Europäischen Mittelalters und seiner Kulturen an der Universität Passau (Franz-Reiner Erkens) wahr. Von 2020 und bis 2024 nahm er die Langzeitvertretung der Professur für europäische Regionalgeschichte (von Miloš Řezník) an der Technischen Universität Chemnitz wahr, wo er 2020 auch zum außerplanmäßigen Professor berufen wurde.
Zum 1. Januar 2025 erfolgte der Ruf auf die W3-Professur für Geschichte der ost- und mitteleuropäischen Kulturen im Spätmittelalter und der Frühen Neuzeit an die Universität Passau. Die Professur wird für die ersten fünf Jahre von der DFG über eine Heisenberg-Professur finanziert, da Grischa Vercamer 2024 in das DFG-Heisenberg-Programm aufgenommen wurde. Gleichzeitig leitet er den historischen Teil eines EU-Interreg-Projekts an der TU Chemnitz mit dem Titel Kulturelles Erbe des Vogt- und Egerlandes / Kulturní dědictví Fojtska a Chebska (Fördervolumen: 1,1 Mio. Euro, Laufzeit: 2024–2027).
Grischa Vercamer wirkt im Vorstand der Historischen Kommission für ost- und westpreußische Landesforschung, im Vorstand der Medieval Chronicle Society und ist ordentliches Mitglied der Historischen Kommission zu Berlin.

## Forschungsschwerpunkte
Grischa Vercamer hat mehrere Forschungsschwerpunkte:
- Herrschaftsstrukturen und praktischer Herrschertätigkeit im Hoch- und Spätmittelalter besonders in Mitteleuropa (Heiliges Römisches Reich, Polen, Böhmen, Ungarn) und England,
- zur Vorstellungsgeschichte und Narratologie besonders in der mittelalterlichen Historiographie und Chronistik,
- zu Identitätskonstruktionen, Stereotypisierungen, und ‚Othering‘ von hoch- und spätmittelalterlichen Reichen, ihrer Bewohner oder einzelner sozialer Gruppen,
- zum Deutschen Orden und seiner Geschichten im Reich, Preußen und Livland vor dem allgemeinen historischen Hintergrund der geistlichen Ritterorden,
- zur Rezeption mittelalterlicher Vorstellungen und Schreibtraditionen.
- Als Landeshistoriker beschäftigt er sich intensiver mit den historischen Regionen von Brandenburg, Sachsen und Preußen, wobei ihn vor allem niederadelige Strukturen im Spätmittelalter/Frühe Neuzeit interessieren.

In seiner Dissertation erforschte er ein großes Verwaltungsgebiet des Deutschen Ordens in Preußen (die Komturei Königsberg) vom 13. bis 16. Jahrhundert. Aufgrund der Auswertung von wenig erschlossenen Quellenbeständen im Geheimen Staatsarchiv PK in Berlin gelang es ihm, sozial- und verwaltungsgeschichtlich die Entwicklung der verschiedenen ländlichen Schichten über 300 Jahre zu verfolgen. Unter anderem führten seine Analyse zum Ergebnis, dass die prußischen Freien (in etwa vergleichbar dem Niederadel in anderen Regionen) im östlichen Preußen den Deutschen Orden besonders im 15. Jahrhundert derart loyal unterstützten, dass der Orden sich während des Dreizehnjährigen Krieges und nach dem zweiten Thorner Frieden (1466), also nach Wegfall der westlichen preußischen Gebiete, im östlichen Preußen bis 1525 halten konnte. Siedlungshistorisch wurden für diese Arbeit sämtliche Urkunden und das Verwaltungsschriftgut der Komturei aufgenommen sowie die Dörfer und Güter kartographisch in einem Geographischen Informationssystem mit verlinkter Datenbank visualisiert, welche vielerlei Möglichkeiten zur weitergehenden Analyse bot.
In seiner Habilitation erforschte er vergleichend die Vorstellungen hochmittelalterlicher Chronisten aus England, dem Heiligen Römischen Reich und Polen zu guter und schlechter zeitgenössischer Herrschaftsausübung in diesen Ländern. Ausgangspunkt war die Erkenntnis, dass ein zentraler Begriff wie die mittelalterliche Herrschaftspraxis in der mediävistischen Forschung oft nur recht allgemein beschrieben wird und es zu deren Analyse kaum geeignete Analysewerkzeuge gibt. Daher prägte er den Terminus der »praktischen Herrschertätigkeitsfelder«, denen er die Kategorien der herrscherlichen Praxis als Richter, Verwalter, Politiker/Diplomat, Gesetzgeber, Repräsentant, Krieger/Heerführer, frommer-religiöser Fürst und Habitus des Fürsten zuordnet. Ein derart hermeneutischer Zugang sowie die ganzheitliche Erfassung von Textpassagen in den Chroniken, wo diese Herrschertätigkeiten zum Tragen kommen, erleichtern die vergleichende Analyse der verschiedenen Chroniken. Zudem erhöht ein derartiger Zugang eine übergreifende Vergleichbarkeit für zukünftige Forschung auf dem Feld.
Als Ergebnis konnte er u. a. herausarbeiten, dass die hochmittelalterlichen Autoren in England, dem römisch-deutschen Reich und Polen jeweils andere Erwartungen an ihre Herrscher knüpften sowie andere Schwerpunktsetzungen bei deren Tätigkeiten und der narrativen Verarbeitung vornahmen, die ganz offensichtlich etwas mit einer sich im 12. Jahrhundert rasant entwickelnden eigenen kollektiven Wahrnehmung als Engländer, Deutsche oder Polen zu tun haben muss. Oftmals begründeten besonders die Geschichtsschreiber des 12. Jahrhunderts Schreibtraditionen in den einzelnen Ländern, die über Jahrhunderte fortgeschrieben wurden.

## Schriften (Auswahl)

### Monographien
- Siedlungs-, Verwaltungs- und Sozialgeschichte der Komturei Königsberg im Deutschordensland Preußen (13.–16. Jahrhundert) (Einzelschriften der Historischen Kommission für ost- und westpreußische Landesforschung, Bd. 29), Marburg 2010, 656 S. + Kartenband und digitaler GIS-Bearbeitung auf beigegebener DVD (Dissertation Freie Universität Berlin 2008), ISBN 978-3-938400-73-9
- Hochmittelalterliche Herrschaftspraxis im Spiegel der Geschichtsschreibung. Vorstellungen von »guter« und »schlechter« Herrschaft in England, Polen und dem Reich im 12./13. Jahrhundert (Quellen und Studien des Deutschen Historischen Instituts Warschau, Bd. 37), Wiesbaden 2020, 792 S., ISBN 978-3-447-11354-0

### Herausgeberschaften
- Rulership in Medieval East Central Europe. Power, Rituals, and Legitimacy in Bohemia, Hungary and Poland, eds. Grischa Vercamer and Dušan Zupka, Leiden: Brill 2022 (470 pp.), ISBN 978-90-04-49980-5

- Germans and Poles in the Middle Ages: The Perception of the 'Other' and the Presence of Mutual Ethnic Stereotypes in Medieval Narrative Sources (=Explorations in Medieval Culture, 16), eds. Andrzej Pleszczyński and Grischa Vercamer, Leiden: Brill, 2021 (456 pp.), ISBN 978-90-04-41778-6

- Legitimation von Fürstendynastien in Polen und im Reich. Identitätsbildung im Spiegel schriftlicher Quellen (12.–15. Jahrhundert) (Quellen und Studien des Deutschen Historischen Instituts, Bd. 32), hg. von Grischa Vercamer / Ewa Wółkiewicz, Wiesbaden 2016, (400 S.), ISBN 978-3-447-10555-2

- Vom Frieden von Kalisch bis zum Frieden von Oliva. Diplomatische Beziehungen zwischen dem Königreich Polen und dem Deutschen Orden/Herzogtum Preußen in den Jahren 1343–1660, hg. von Almut Bues / Janusz Grabowski / Jacek Krochmal / Grischa Vercamer / Hubert Wajs, Warschau 2014, (421 S.), ISBN 978-83-940026-0-2

- Macht und Spiegel der Macht. Herrschaft in Europa im 12. und 13. Jahrhundert vor dem Hintergrund der Chronistik (Quellen und Studien des Deutschen Historischen Instituts, Bd. 27), hg. von Grischa Vercamer / Norbert Kersken, Wiesbaden 2013 (500 S.), ISBN 978-3-447-06886-4

- ‚Der Erste Thorner Frieden und seine Bedeutung für die Geschichte Zentral- und Ostmitteleuropas’ (gesammelte Texte), in: Miscellanea Historico–Archivistica, Jahrbuch des Hauptarchivs für Alte Akten in Warschau, Bd. XIX, hg. von Jacek Krochmal in Zusammenarbeit mit Grischa Vercamer, Warschau 2012, S. 7–156 (150 S.), ISBN 978-83-935137-0-3

- Tannenberg–Grunwald–Žalgiris 1410: Krieg und Frieden im späten Mittelalter (Quellen und Studien des Deutschen Historischen Instituts, Bd. 26), hg. von Werner Paravicini / Rimvydas Petrauskas / Grischa Vercamer, Wiesbaden 2012 (356 S.), ISBN 978-3-447-06661-7

- Potestas et communitas. Interdisziplinäre Beiträge zu Wesen und Darstellung von Herrschaftsverhältnissen im Mittelalter östlich der Elbe, hg. von Aleksander Paroń / Sébastien Rossignol / Bartłomiej Sz. Szmoniewski / Grischa Vercamer, Wrocław 2010 (370 S.), ISBN 978-83-89499-70-7